# Fernando J. Corbató
Fernando José "Corby" Corbató (1 de juliol de 1926 - 12 de juliol de 2019) fou un destacat informàtic estatunidenc, conegut per ser un dels pioners del desenvolupament dels sistemes operatius de temps compartit.

## Carrera
Nascut a Oakland, Califòrnia, Corbató va llicenciar-se a l'Institut Tecnològic de Califòrnia el 1950, i es va doctorar en Física al Massachusetts Institute of Technology el 1956. Va entrar al Centre de Computació del MIT en doctorar-se, va convertir-se en professor el 1965, i es va quedar al MIT fins que es va retirar.
El primer sistema de temps compartit en el qual va treballar es coneixia com a Compatible Time-Sharing System (CTSS, sistema de temps compartit compatible), del qual se'n va presentar una primera versió el 1961. Es considera que Corbató fou el primer que va utilitzar contrasenyes per fer segur l'accés als fitxers en un gran sistema informàtic, encara que ara diu que aquest mètode rudimentari de seguretat ha proliferat massa i ja no és gestionable.
L'experiència amb el desenvolupament de CTSS va portar a un segon projecte, Multics, que va adoptar General Electric per als seus sistemes informàtics de gamma alta (adquirits després per Honeywell). A Multics es van introduir molts conceptes que avui en dia s'utilitzen als sistemes operatius moderns, com el sistema de fitxers jeràrquic, seguretat en anells, llistes de control d'accés, espai d'adreces pla, enllaçat dinàmic, i reconfiguració en calent generalitzada per a un servei fiable. Multics, encara que no va tenir un gran èxit comercial per si sol, va inspirar directament Ken Thompson a desenvolupar Unix, els descendents del qual encara s'utilitzen extensament; Unix també va servir de model directe per als disseny de molts altres sistemes operatius posteriors.

## Premis
Entre molts altres premis, Corbató va rebre el premi Turing de 1990, "per la seva obra pionera en organitzar els conceptes i dirigir el desenvolupament del sistemes informàtics de propòsit general, gran escala, i temps i recursos compartits".
El 2012, fou nomenat Fellow del Computer History Museum "per la seva obra pionera en temps compartit i el sistema operatiu Multics".

## Llegat
De vegades se'l coneix per la "Llei de Corbató", que diu:
El nombre de línies de codi que pot escriure un programador en un període donat és el mateix, independentment del llenguatge que es faci servir.

També se'l reconeix el mèrit d'haver ajudat a crear la primera contrasenya informàtica.

## Vida personal
Corbató va estar casat, i la seva esposa es deia Emily. Va tenir dues filles, Carolyn i Nancy Corbató (de la seva difunta esposa Isabel), i dos fillastres, David i Jason Gish.

## Publicacions
- F. J. Corbató, M. M. Daggett, R. C. Daley, An Experimental Time-Sharing System (IFIPS 1962) és una bona descripció de CTSS
- F. J. Corbató (editor), The Compatible Time-Sharing System: A Programmer's Guide (M.I.T. Press, 1963)
- F. J. Corbató, V. A. Vyssotsky, Introduction and Overview of the Multics System (AFIPS 1965) és una bona introducció a Multics
- F. J. Corbató, PL/I As a Tool for System Programming a la Wayback Machine  (arxivat a 2008-febrer-6). (Datamation, May 6, 1969)
- F. J. Corbató, C. T. Clingen, J. H. Saltzer, Multics -- The First Seven Years (AFIPS, 1972) és una excel·lent repassada, després d'un període considerable d'ús i millora.
- F. J. Corbató, C. T. Clingen, A Managerial View of the Multics System Development ("Conference on Research Directions in Software Technology", Providence, Rhode Island, 1977) és una perspectiva fascinant de què representava gestionar un projecte de programari tan gran
- F. J. Corbató, On Building Systems That Will Fail (Conferència del premi Turing, 1991)